# Торнадо в Чехії (2021)
Торнадо в Чехії (2021) (чеськ. Tornádo na Břeclavsku a Hodonínsku) — стихійне лихо, яке сталося в чеських районах Бржецлав і Годонін у Південно-Моравського краю, ввечері 24 червня 2021 року. За інформацією пожежно-рятувальної служби Чеської Республіки, найбільші руйнування смерч приніс в семи населених пунктах: Мікульчіце, Моравська Нова Вес, Грушки, Лужиці та інші.

## Метеорологічні умови
Торнадо сталося через тиждень з високою частотою екстремальних погодних явищ в Центральній і Західній Європі. У четвер, 24 червня, метеорологічні умови на північ від східної околиці Альп були дуже сприятливими для появи суперкомірок, бо була дуже велика доступна конвективна потенційна енергія і велике зрушення вітру в атмосфері. Чеський гідрометеорологічний інститут випустив попередження про можливі сильні грози з проливним дощем.

## Хронологія

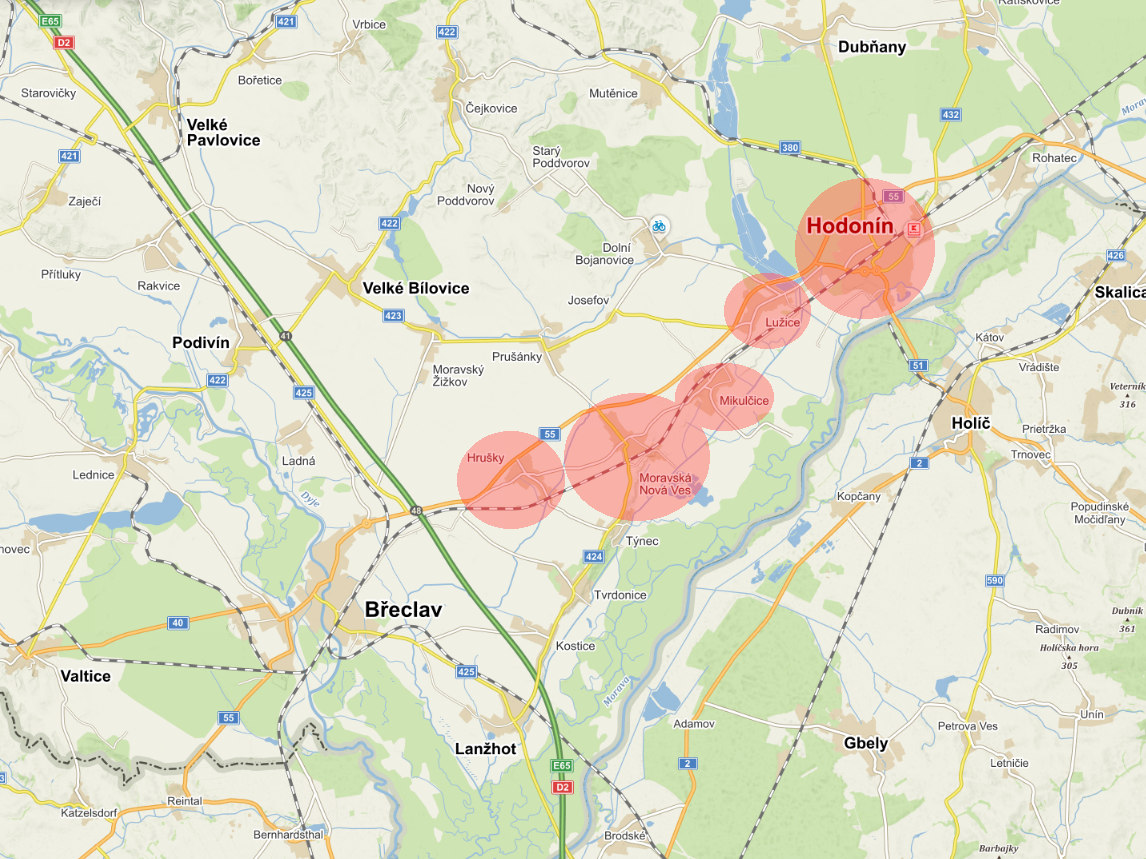
Приблизна карта постраждалого регіону

Смерч почався приблизно о пів на восьму вечора 24 червня. Смерч пройшов через села Грушки і Моравську Нову Вага в Бржецлавському районі і через села Мікульчіце і Лужиці в Годоніні. Смерч супроводжувався градом, чий розмір досягав 10 сантиметрів.
За словами метеоролога Міхала Жака, є ймовірність, що це був смерч потужністю EF4, швидкість вітру досягала 332—418 кілометрів на годину. У разі, якщо дана інформація підтвердиться після проведення додаткових досліджень, то це буде найсильніший зареєстрований торнадо на території Чехії за останні 900 років. Останній такий же сильний смерч спостерігався в Празі 30 липня 1119 року. Метеоролог Петро Мюнстер з Чеського гідрометеорологічного інституту, розповів у п'ятницю, 25 червня, що, згідно з дослідженням наслідків в Грушках, це був, щонайменше, торнадо потужністю EF3, проте в той же час деякі будівлі також мали ознаки інтенсивності EF4 — EF5. Машини на стоянці в Лужиці розлетілися по околицях на сотню і більше метрів.

## Наслідки торнадо
- Грушки: Половина села зруйновано, дах і вежа місцевої церкви зруйновані, фасад і дах місцевої школи зруйновані.[11][21]
- Моравська Нова Вес: Було пошкоджено близько сотні будинків.[22] Також було зруйновано агрокооператив, в якому загинуло 30 биків і більшість виноградних лоз.[23] Також була зруйнована покрівля і частина вежі церкви святого Якуба Старшого.[24]
- Мікульчіце: Було пошкоджено близько третини будинків по всьому селу, перекинувся автобус.[22]
- Годонін: Смерч зніс дах спортивного залу, пошкодив вольєри в зоопарку і завдав великих збитків. Був серйозно пошкоджений будинок престарілих і школа. Місцева АЗС була пошкоджена, в результаті стався витік газу.[10][22]
- Вальтіце: торнадо пошкодив дах місцевого замку, який згодом обрушився.[10]

Рух на залізничній лінії Бржецлав — Пршеров було перервано, а автомагістраль D2 з Брно до Братислави була заблокована в обох напрямках через обвалення опор високовольтних ліній між Бржецлаві і Годоніні. Увечері того ж дня траса була звільнена, однак проїзд був утруднений через високий скупчення машин Інтегрованої системи порятунку (чеськ. Integrovaný záchranný systém — IZS), які почали приїжджати з усієї республіки. Також відбулося близько 4 аварій за участю автобусів. Більше 32 тисяч споживачів електроенергії в Південній Моравії, 15 тисяч в Злинський краї і 2 тисяч в Височіні, залишилися без електроенергії.

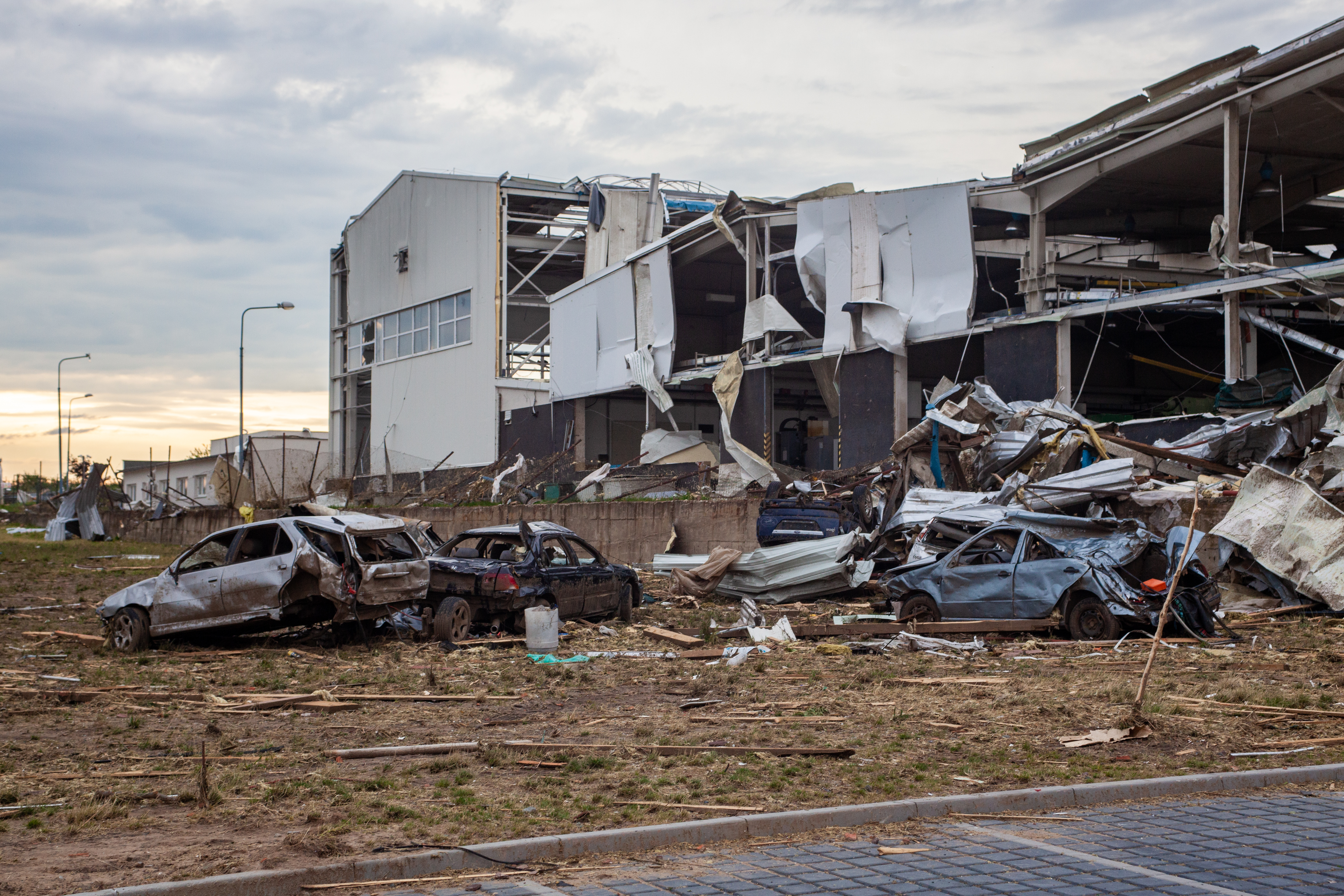
Наслідки торнадо, муніципалітет Лужиці.

Рятувальники повідомили про 150 поранених увечері близько 22-ї години, звістка про 200 поранених з'явилася вже ближче до півночі. До кінця дня лікарня Бржецлаві повідомила про надходження близько 50 поранених, заявивши, що це не остаточна цифра. До кінця дня лікарня Годоніні вилікувала більше 200 травм, включаючи удари, відкриті переломи і травми голови, і підтвердила один випадок смерті серед пацієнтів. Вранці 25 червня з'явилася цифра в 300 поранених і 5 загиблих.

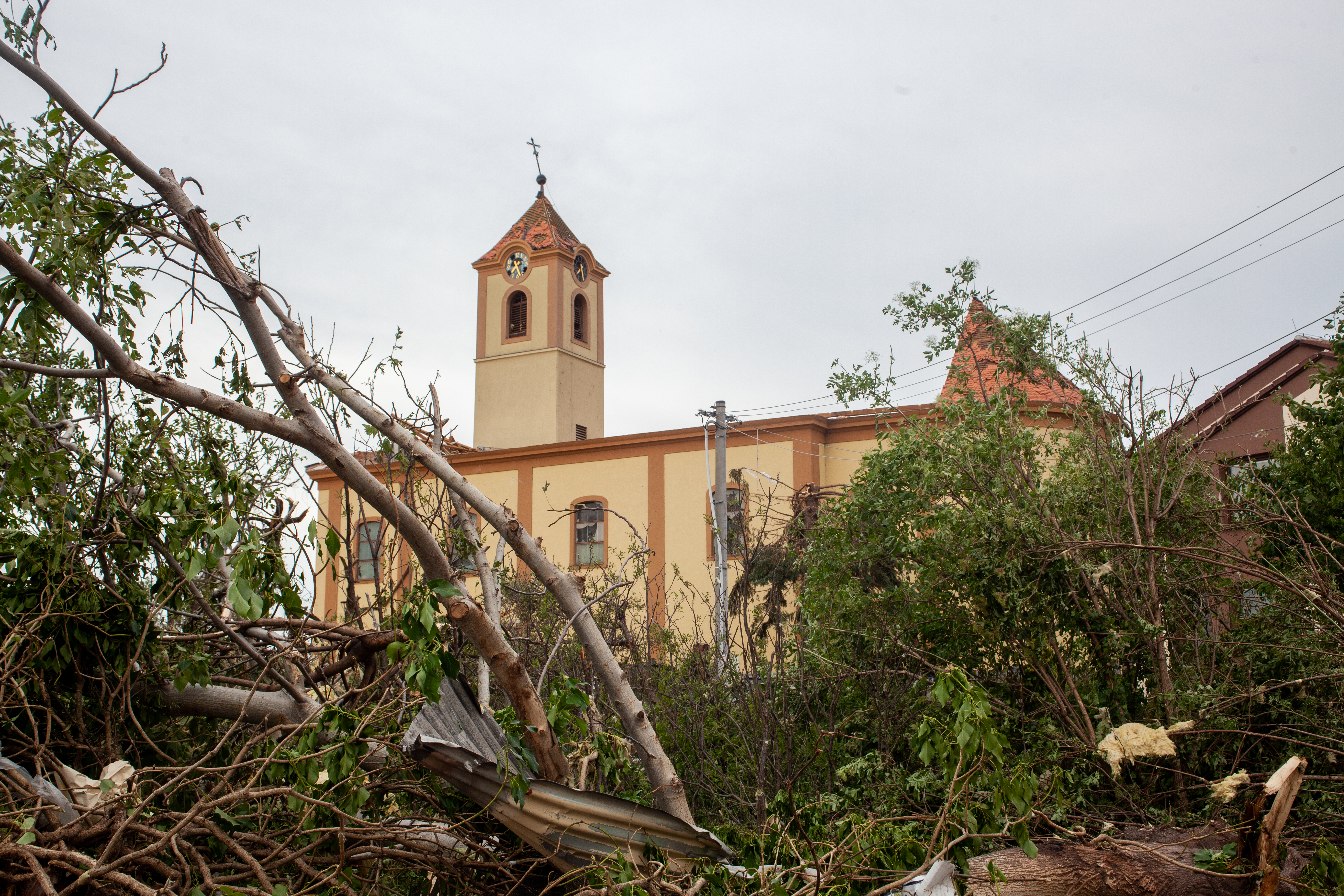
Наслідки смерчу, Моравська Нова Вес.

## Реакція
Рятувальники в районі Бржецлава оголосили надзвичайну ситуацію третього ступеня. Південно-Моравські пожежні зареєстрували 330 виїздів на місце подій приблизно з 19:00 до 21:00, їхній представник назвав ситуацію вкрай критичною. Вночі гейтман Південно-Моравського краю оголосив про надзвичайний стан у районі Бржецлаві і Годоніні.
Міністр внутрішніх справ Ян Гамачек направив усі підрозділи інтегрованої системи рятування на пошук людей під завалами. Армія Чеської Республіки привела в готовність 7-у механізовану бригаду та інженерні частини. Поліція Чехії протягом вечора направила 360 своїх співробітників і 6 дронів з режимом тепловізора.
Прем'єр-міністр Андрій Бабіш знаходився в Брюсселі, і не зміг повернутися до Чехії через погоду. Він направив до Південно-Моравського краю замість себе віце-прем'єра Олену Шіллерову для надання допомоги місцевій владі. Увечері того ж дня президент Мілош Земан висловив свої співчуття постраждалим, подякувавши інтегрованій системі порятунку, старост, гейтмана і уряд. Міністр праці та соціальних справ Яна Малачова оголосила про виплату надзвичайної негайної допомоги в розмірі до 58 000 крон на людину.
Мер Праги Зденек Гржиб наказав направити автомобілі празьких рятувальників на місце трагедії. На допомогу, також були направлені машини швидкої допомоги з Злінського, Височини, Пардубіцького і Оломоуцького країв. Гетьман карловарського краю Петро Кулганек надіслав кілька одиниць пожежних розрахунків.

### Благодійність
Мобільний оператор O2 заявив, що надасть всі свої послуги для потерпілих до кінця літа безкоштовно. Мобільний оператор T-Mobile направив пожертвування в розмірі 5 мільйонів крон на допомогу постраждалим. Чеський фонд «Via» і Фонд Брненським єпархії, Фонд Євангелічної церквою чеських братів, ADRA і Чеський Червоний Хрест почали збір грошей на допомогу постраждалим, і зібрали до ранку 25 червня більше 30 мільйонів крон. Гетьман карловарського краю Петро Кульшанек також пообіцяв організувати збір на підтримку постраждалих муніципалітетів. Засновник компанії KKCG Карел Комарек, пообіцяв своєму рідному регіону підтримку у вигляді 150 мільйонів крон, з них 50 мільйонів підуть від належної йому букмекерської контори Sazka.
Фонд «Via» до 9 години ранку 26 червня, зібрав через портал Darujme.cz більше 125 мільйонів крон від 108 тисяч жертводавців. У той же час на вебпорталі Donio.cz було зібрано понад 1,5 мільйона крон на допомогу зоопарку в Годоніні.

### Іноземна допомога
- Австрія — Австрія надала 20 машин швидкої допомоги і два рятувальні вертольоти.[42] Президент Австрії Александер ван дер Беллен висловив співчуття постраждалим.[42][43]
- Словаччина — Президент Зузана Чапутова висловила співчуття всім постраждалим і побажала багато сил, щоб впоратися з наслідками катастрофи.[44] Прем'єр-міністр Едуард Геґер заявив, що Словаччина готова надати Чехії допомогу, і вислав 11 машин швидкої допомоги і пожежників до Чехії. Він заявив також, що словацькі лікарні готові прийняти пацієнтів з Чехії.[45]
- Польща — прес-секретар уряду Петро Мюллер на своїй сторінці в Twitter заявив про те, що до Чехії будуть направлені підрозділи Державної пожежної охорони.[46][47] Польська енергетична група виділила 200 000 злотих на допомогу постраждалим від смерчу.[48][49][50]

## Торнадо в Чехії
Сильні смерчі в Чехії дуже рідкісні. За всю відому до того моменту історію в Чехії було зареєстровано лише 10 сильних смерчів. У XXI столітті, останній подібний смерч стався 9 червня 2004 року в місті Літовел в Оломоуцькому краї, ніхто не постраждав. Найстарішим офіційно зареєстрованим випадком став смерч в Празі 30 липня 1119 року, який був записаний в Чеській хроніці.

## Галерея

Ситуація в постраждалих областях 25 червня
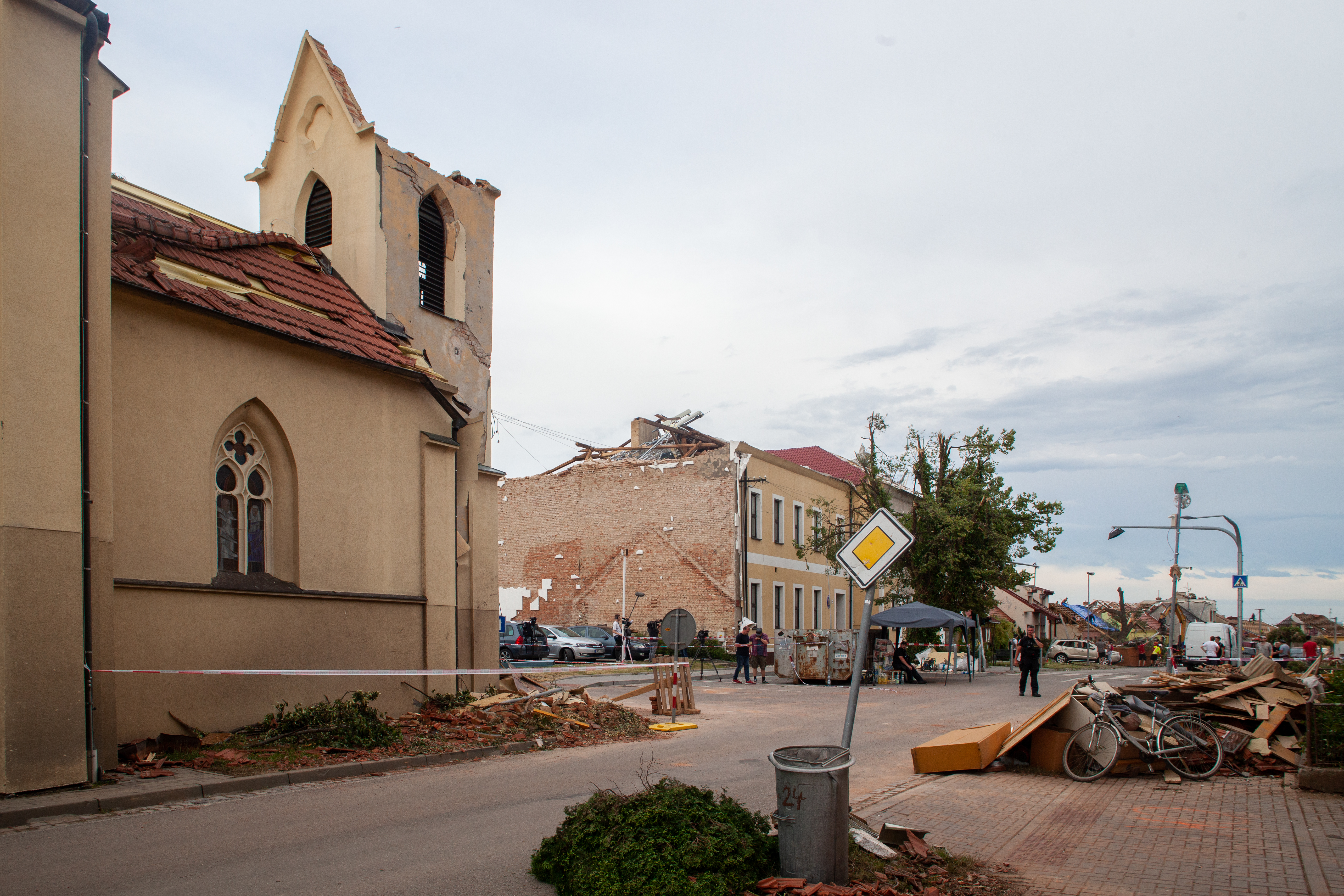
Грушки: церква святого Варфоломія і початкова школа.
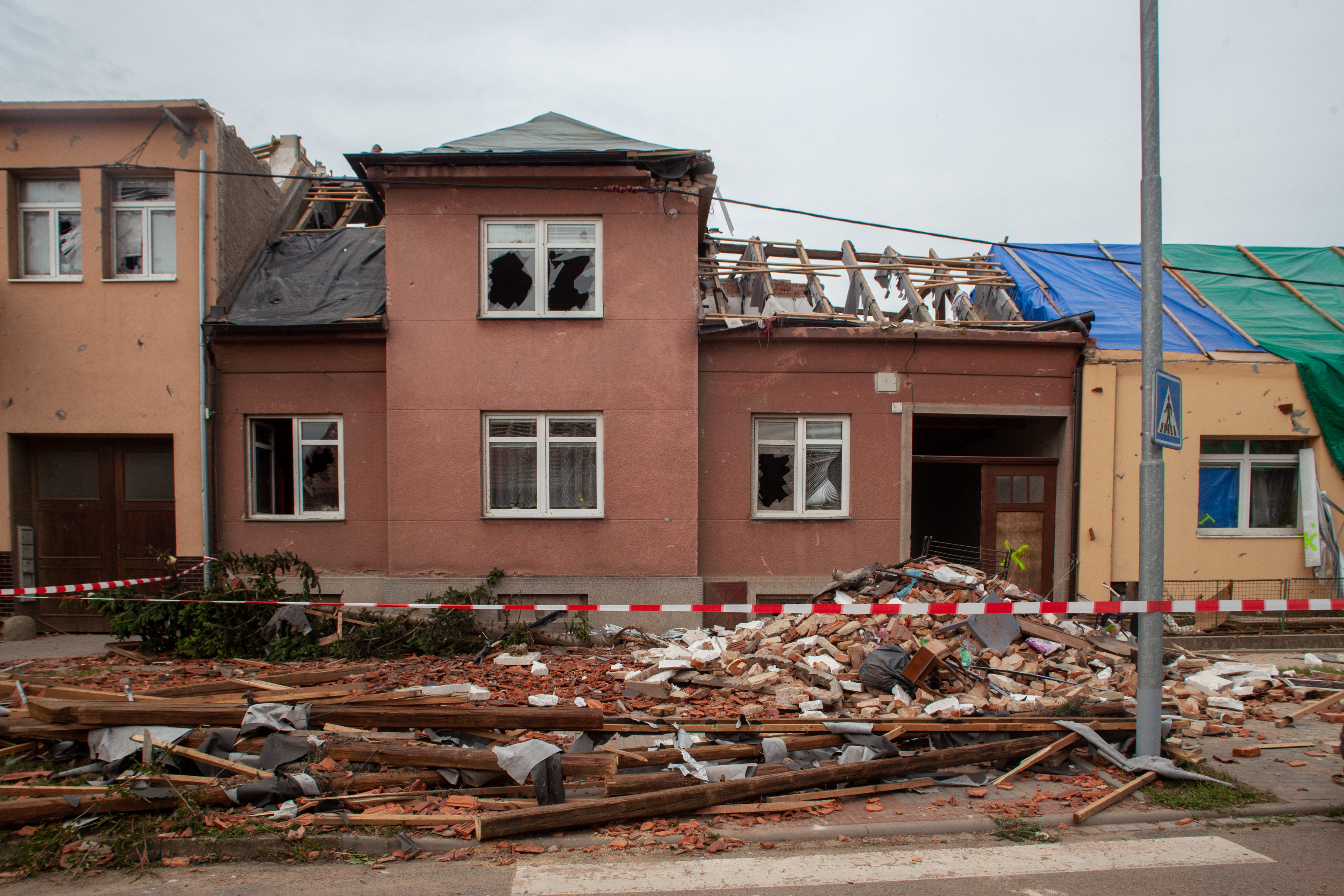
Моравська Нова Вес: будинок під знесення.
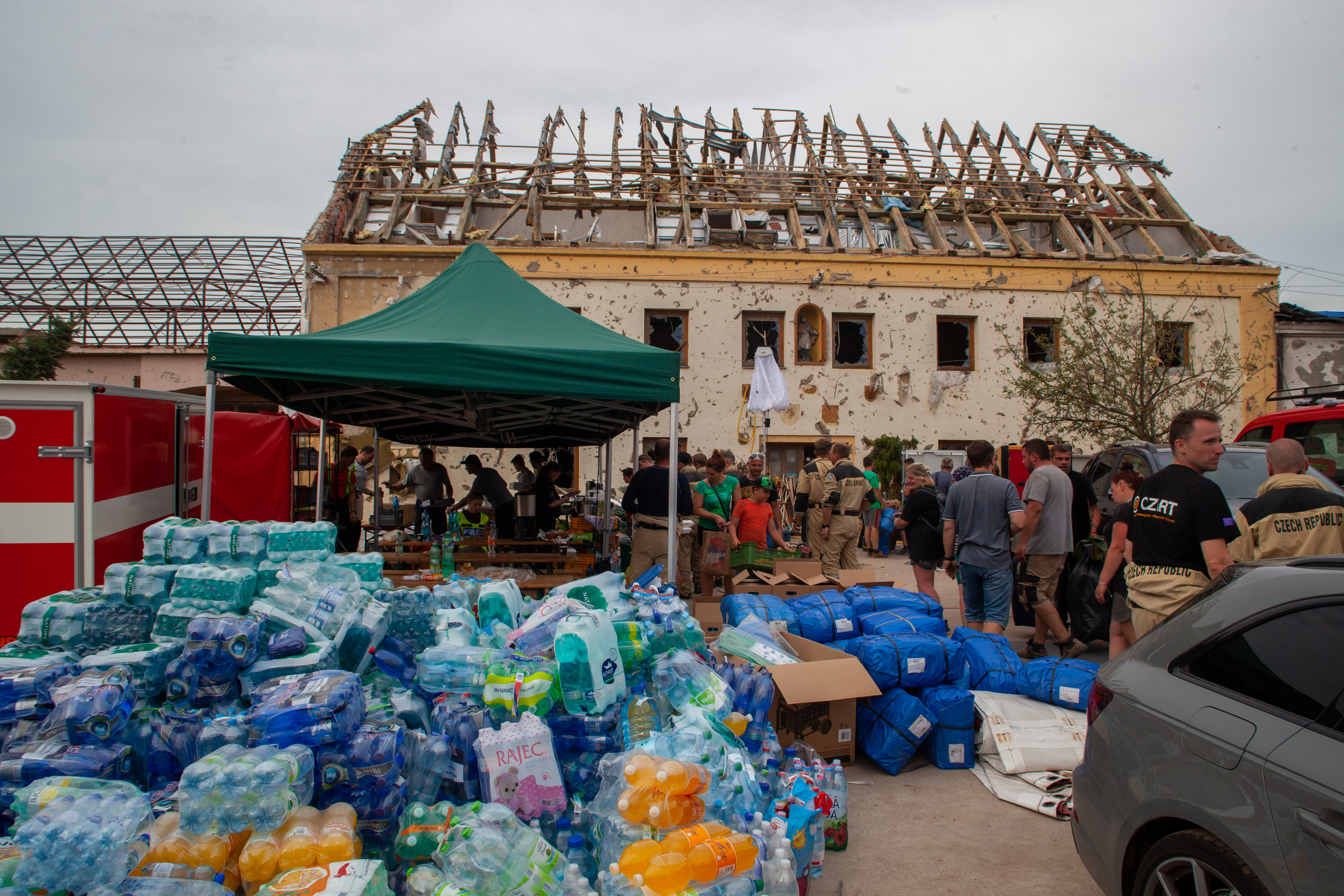
Моравська Нова Вес: розподіл основних товарів споживання в муніципалітеті.
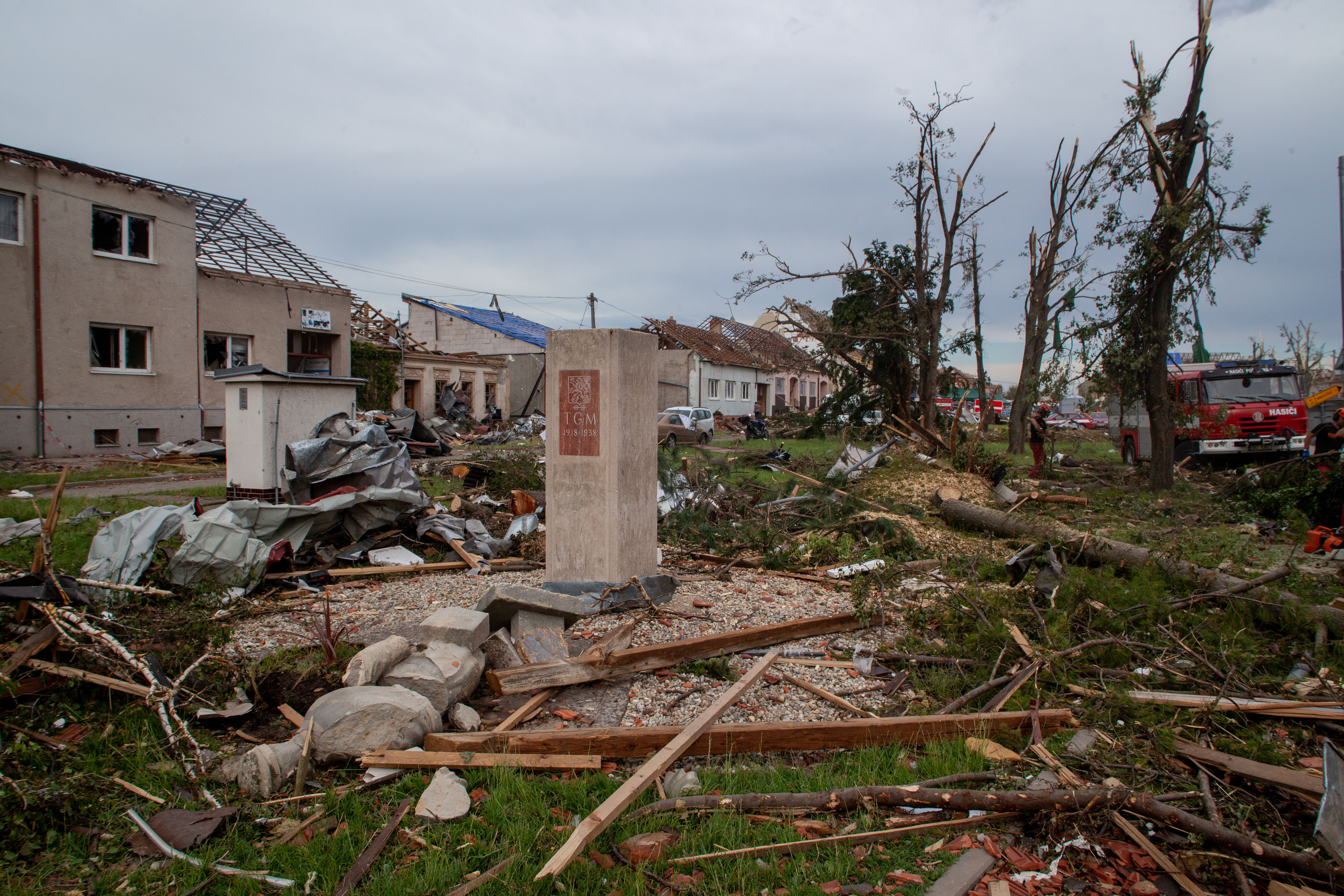
Моравска Нова Вес: Pomník TGM na náměstí Republiky.
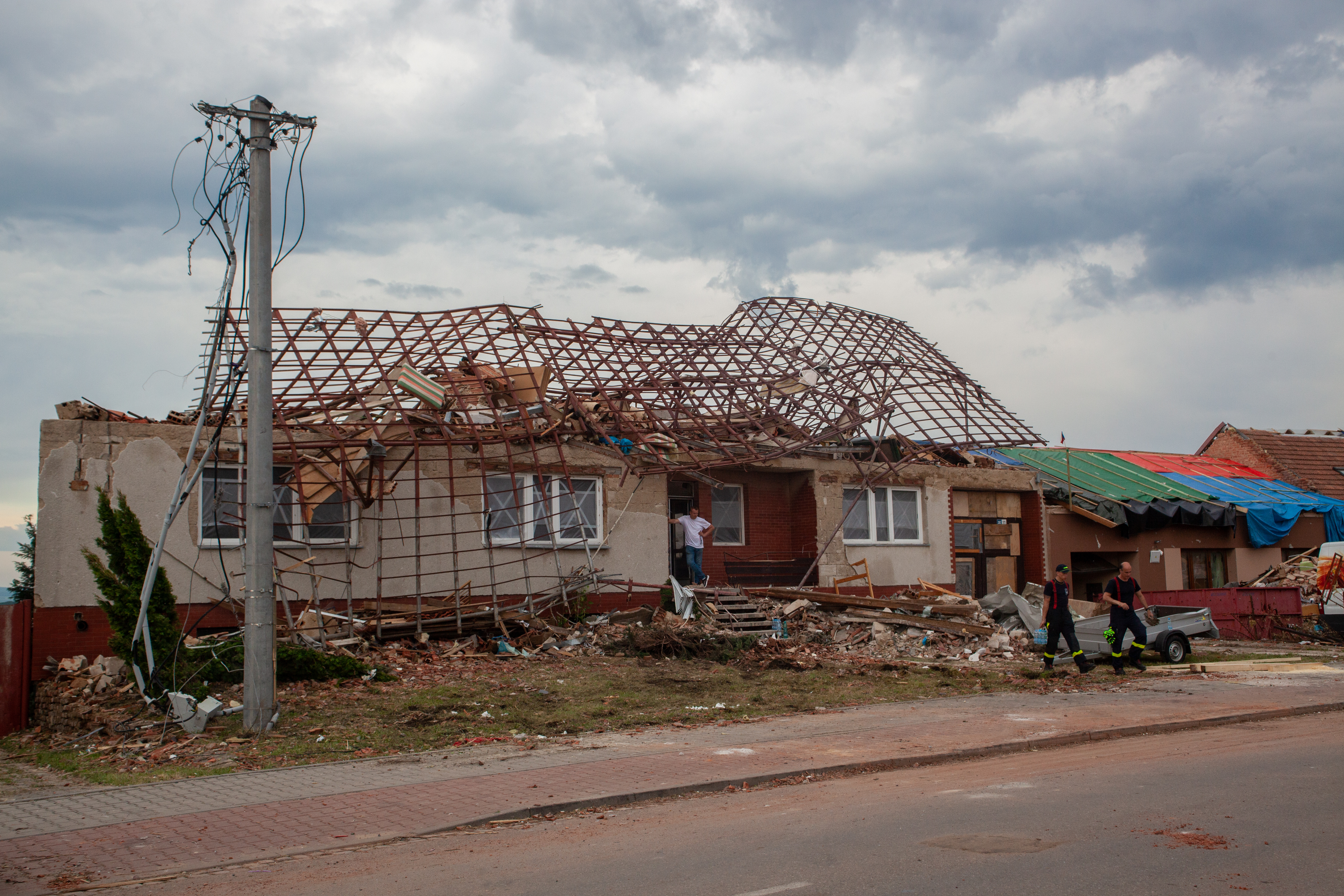
Лужиці: пошкоджені будинки.
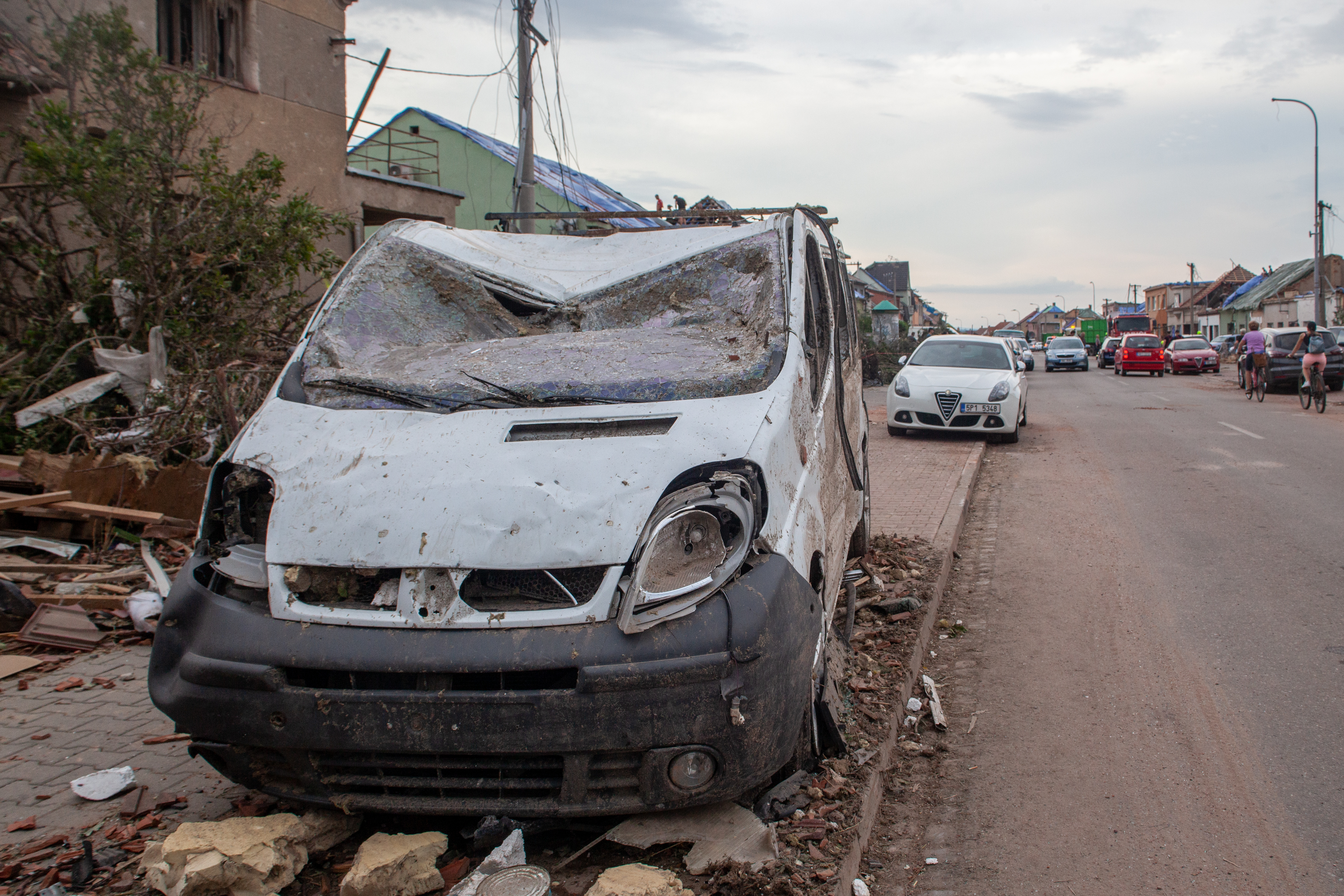
Лужиці: пошкоджений автомобіль.
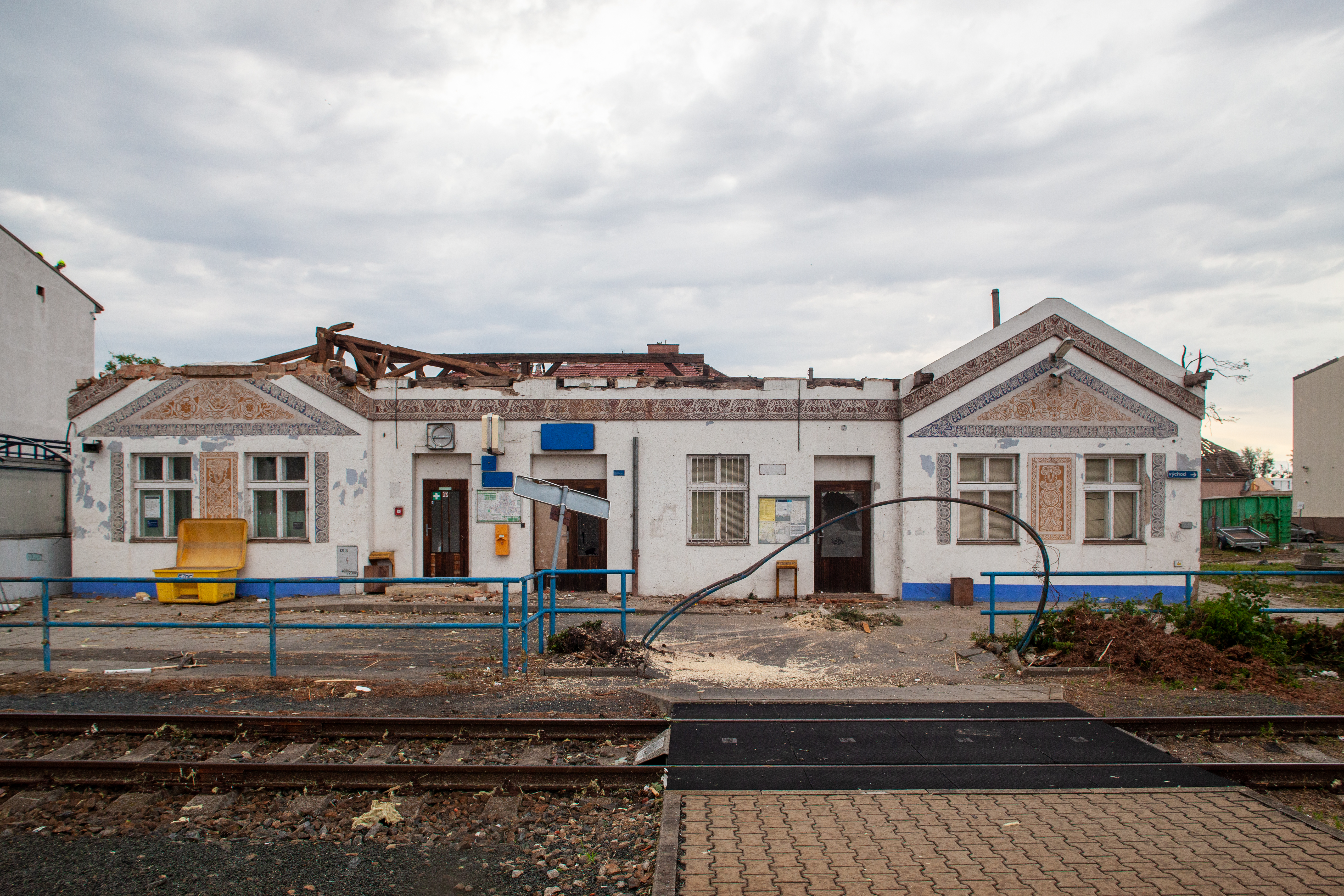
Лужиці: будівля залізничного вокзалу.
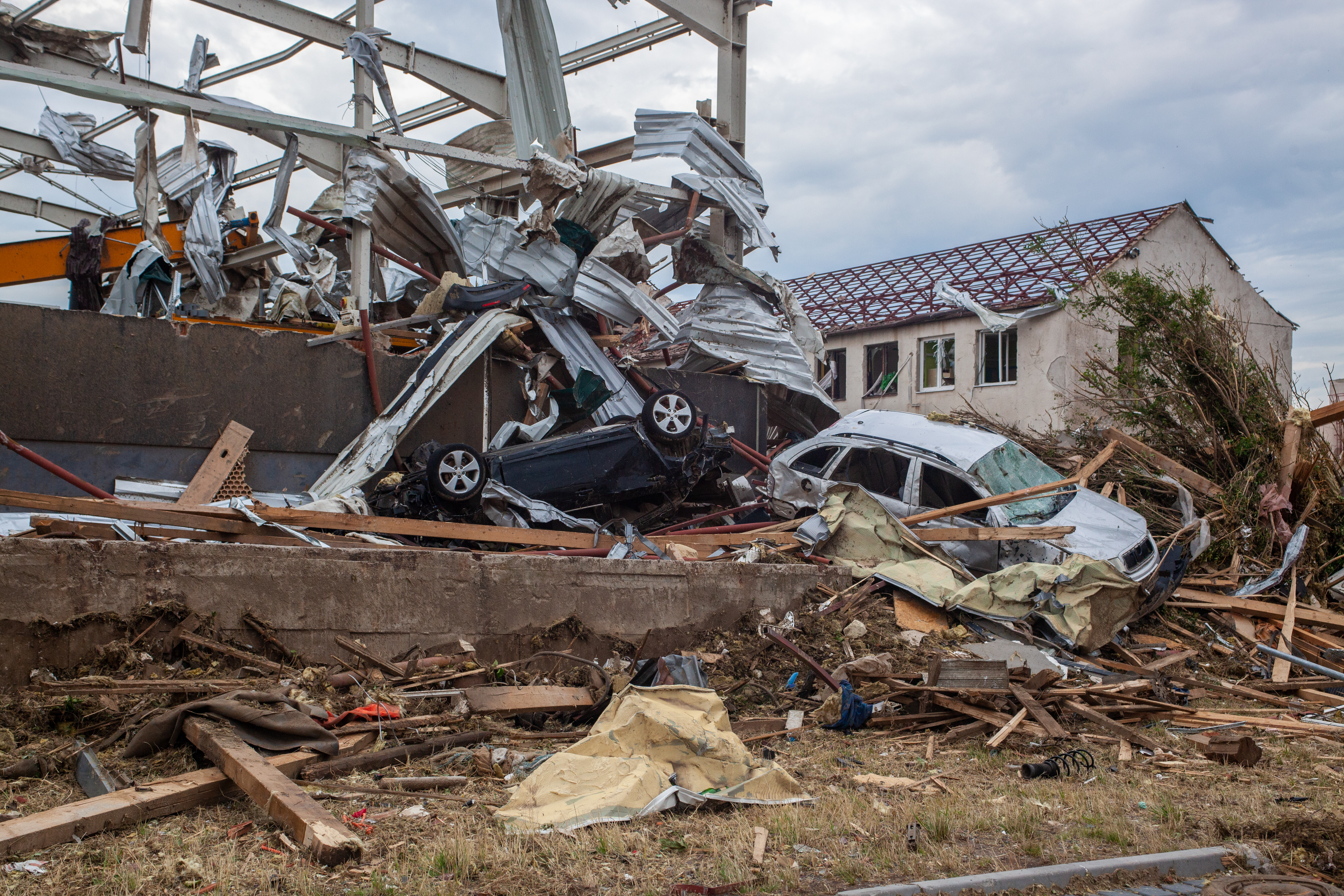
Лужиці: пошкодження промислової зони біля вокзалу.
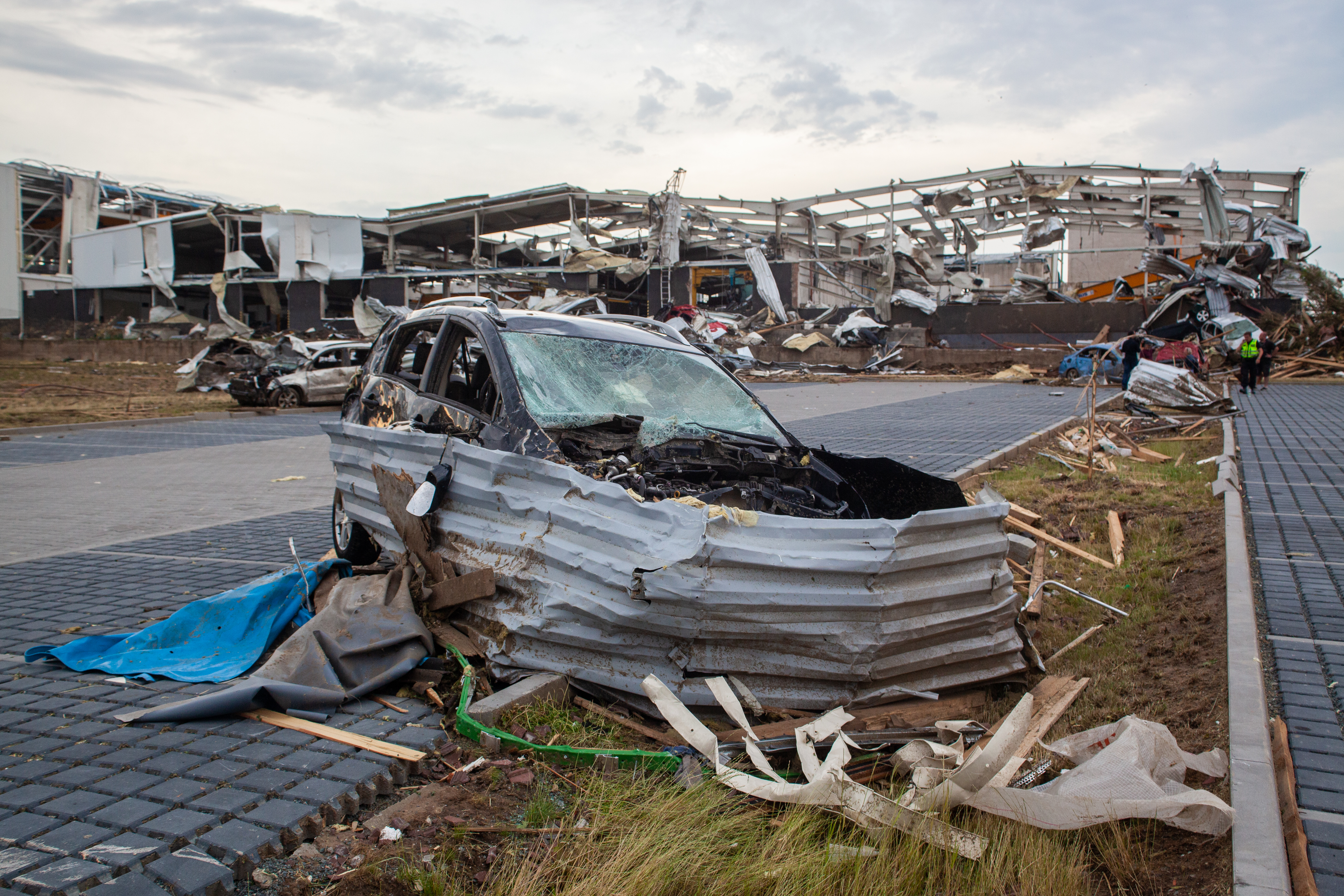
Лужиці: пошкодження промислової зони біля вокзалу.
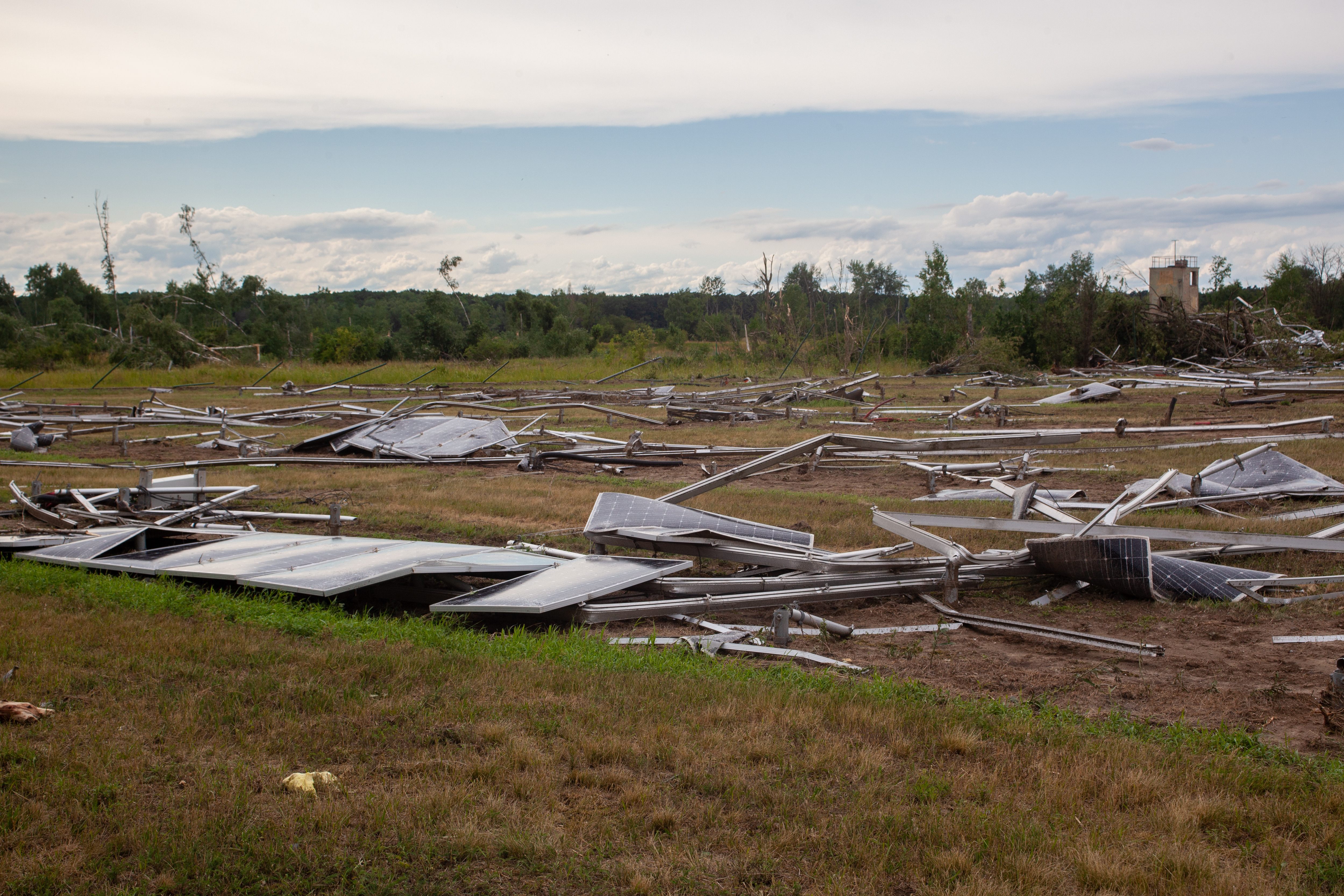
Панов-Годонін: руйнування фотоелектричної електростанції на північній околиці міста.